# 蕃地

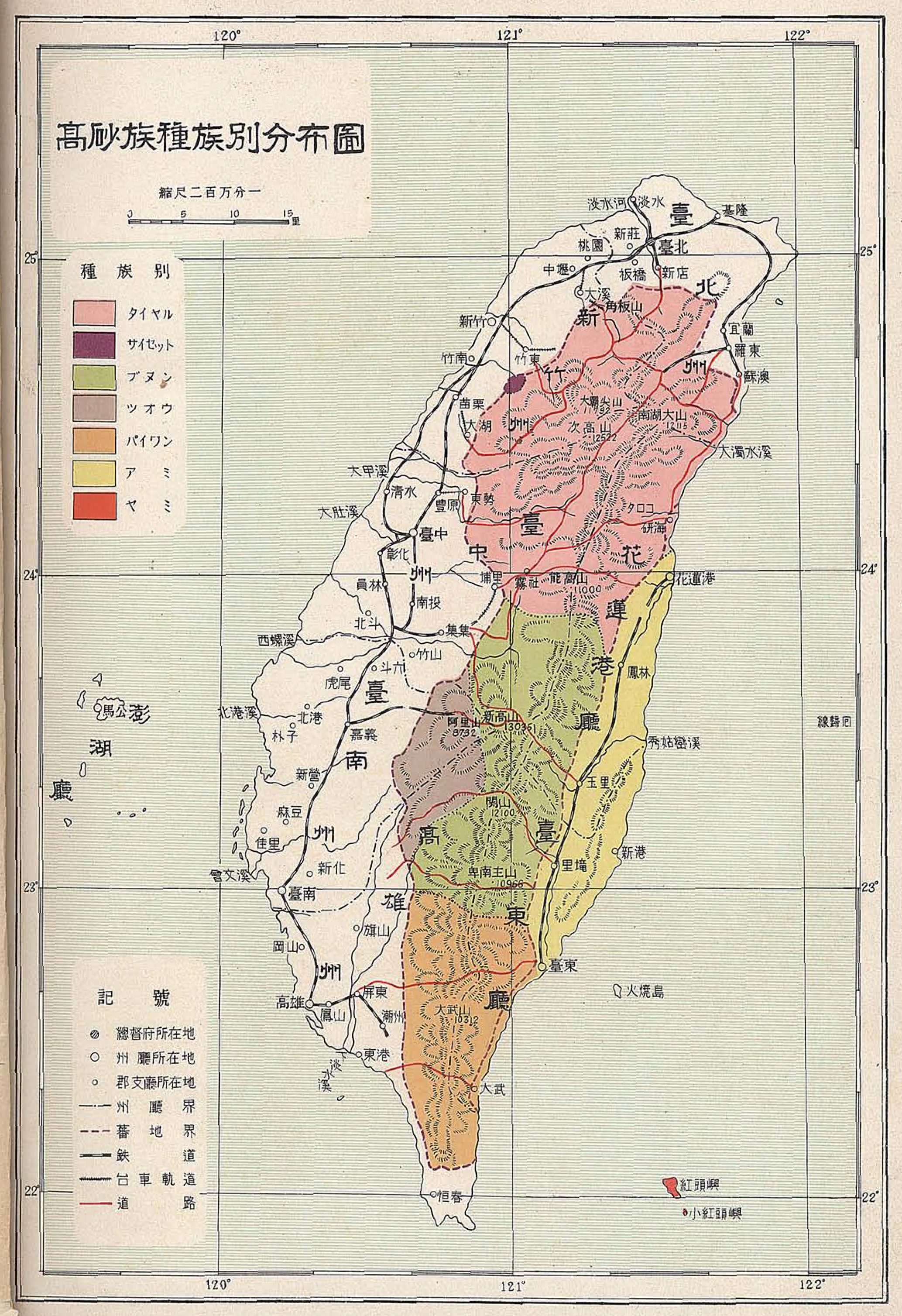
日治時期高砂族分布圖

蕃地（日语：／ banchi）為臺灣日治時期實施的特殊行政區劃，在1901年後是由廳下的支廳管轄，在1920年後是由州、廳下的郡役所、廳管轄，不設置街、庄行政區，為今日原住民鄉及直轄市山地原住民區的前身。

## 介紹
在日治時期初期，蕃地的界線仍不明確，隨著土地調查和隘勇線推進，蕃界位置常有更動，並隨著1910年至1925年間的林界整理而進一步使蕃地邊界明確化。臺灣行政區劃的州廳制在1920年10月1日實施後，各州廳的行政區分為普通行政區的街庄，以及屬於特別行政區的「蕃地」。蕃地的戶口制度、土地所有權（蕃地皆為官有地）、稅賦、教育（蕃童教育所）等事務都與普通行政區不同，而蕃地行政事務則是由警察系統掌控。在1930年代末期雖有將蕃地納入普通行政區的呼聲，但在二戰結束前仍未實現。

## 蕃地一覽
自1920年至1945年期間設有下列各蕃地：
| 日治時期行政區劃 | 日治時期行政區劃            | 相當於現今行政區劃                               | 相當於現今行政區劃 |
| 州、廳           | 郡                          | 山地鄉、直轄市山地原住民區                       | 直轄市、縣         |
| ---------------- | --------------------------- | ------------------------------------------------ | ------------------ |
| 臺北州           | 蕃地 (海山郡)（1932年廢止） | 三峽區（非直轄市山地原住民區）東南半部           | 新北市             |
| 臺北州           | 蕃地 (文山郡)               | 烏來區                                           | 新北市             |
| 臺北州           | 蕃地 (羅東郡)               | 大同鄉                                           | 宜蘭縣             |
| 臺北州           | 蕃地 (蘇澳郡)               | 南澳鄉                                           | 宜蘭縣             |
| 新竹州           | 蕃地 (新竹郡)（1944年廢止） | 關西鎮（非山地鄉）錦山里                         | 新竹縣             |
| 新竹州           | 蕃地 (竹東郡)               | 尖石鄉（不含玉峰村一部分）、五峰鄉               | 新竹縣             |
| 新竹州           | 蕃地 (大溪郡)               | 尖石鄉玉峰村一部分                               | 新竹縣             |
| 新竹州           | 蕃地 (大溪郡)               | 復興區                                           | 桃園市             |
| 新竹州           | 蕃地 (竹南郡)               | 南庄鄉（非山地鄉）東河村、蓬萊村一部分           | 苗栗縣             |
| 新竹州           | 蕃地 (大湖郡)               | 泰安鄉                                           | 苗栗縣             |
| 臺中州           | 蕃地 (東勢郡)               | 和平區                                           | 臺中市             |
| 臺中州           | 蕃地 (能高郡)               | 仁愛鄉、魚池鄉（非山地鄉）一部分                 | 南投縣             |
| 臺中州           | 蕃地 (新高郡)               | 信義鄉                                           | 南投縣             |
| 臺南州           | 蕃地 (嘉義郡)               | 阿里山鄉                                         | 嘉義縣             |
| 高雄州           | 蕃地 (旗山郡)               | 那瑪夏區、桃源區、茂林區                         | 高雄市             |
| 高雄州           | 蕃地 (屏東郡)               | 三地門鄉、霧台鄉                                 | 屏東縣             |
| 高雄州           | 蕃地 (潮州郡)               | 瑪家鄉、泰武鄉、來義鄉、春日鄉、獅子鄉           | 屏東縣             |
| 高雄州           | 蕃地 (恆春郡)               | 牡丹鄉                                           | 屏東縣             |
| 臺東廳           | 蕃地 (台東郡)               | 蘭嶼鄉、金峰鄉、達仁鄉、卑南鄉（非山地鄉）一部分 | 臺東縣             |
| 臺東廳           | 蕃地 (關山郡)               | 延平鄉、海端鄉                                   | 臺東縣             |
| 花蓮港廳         | 蕃地 (花蓮郡)               | 秀林鄉                                           | 花蓮縣             |
| 花蓮港廳         | 蕃地 (鳳林郡)               | 萬榮鄉                                           | 花蓮縣             |
| 花蓮港廳         | 蕃地 (玉里郡)               | 卓溪鄉                                           | 花蓮縣             |

1897年行政區劃 (黑色為蕃地)
1901年行政區劃 (黑色為蕃地)
1909年行政區劃 (黑色為蕃地)